# صعود (فیلم)
صعود فیلمی به کارگردانی فریدون جیرانی و نویسندگی علی صمیمی‌زاد و مسعود میمی محصول سال ۱۳۶۶ است.

## خلاصه داستان
شهاب و محمود كه تجربه اندكي در كوه نوردي دارند، به رغم نظر دوست با تجربه شان ناصر براي فتح ديواره علم كوه اقدام مي كنند. محمود كه تجربه اش از شهاب كمتر است بر اثر حادثه اي سقوط مي كند و ...

## بازیگران
- بیژن امکانیان در نقش شهاب افشارپناه
- ایرج طهماسب در نقش محمود رفعتی
- صادق هاتفی در نقش ناصر صمیمی‌پور
- فرهاد نیکپور در نقش داوود ربیع‌زاده
- فرشته صدرعرفایی در نقش نرگس
- منصوره شادمنش در نقش طوبی
- مهری ودادیان در نقش مادر محمود
- رضا عفتی در نقش قباد جمالی
- فرهنگ مهرپور در نقش دکتر
- محمد قوچانی در نقش علی
- علی راد در نقش ساعت‌ساز
- حمیدرضا قطبی